# Pi Cassiopeiae
Désignations
Pi Cassiopeiae (π Cassiopeiae / π Cas) est une étoile binaire de la constellation boréale de Cassiopée. Elle est visible à l'œil nu avec une magnitude apparente combinée de 4,95. Le système présente une parallaxe annuelle de 18,62 mas telle que mesurée par le satellite Gaia, ce qui permet d'en déduire qu'il est distant de ∼ 175 a.l. (∼ 53,7 pc) de la Terre. Il s'éloigne du Système solaire à une vitesse radiale de +13 km/s.
Pi Cassiopeiae est une binaire spectroscopique à raies doubles avec une période orbitale de presque deux jours et selon une orbite circulaire. Elle est classée comme une variable ellipsoïdale dont la magnitude varie avec une amplitude de 0,02 et sur une période de 23,57 heures, ce qui correspond à la moitié de la période orbitale. Les deux étoiles sont classées comme des étoiles blanches de la séquence principale d'un même type spectral de A5 V. Elles possèdent des masses et des spectres similaires.
Pi Cassiopeiae s'est également vu attribuer un type de kA3hF1mA5, correspondant à celui d'une étoile Am, mais cela a depuis été remis en doute.
Une étoile, localisée à une séparation projetée de 1 700 ua de Pi Cassiopeiae, a été identifiée comme une possible naine blanche. Elle est située à la même distance que le système et partage un mouvement propre commun avec lui. L'âge de cette naine blanche a été calculé à environ 500 millions d'années.